# Frank Blanke
Frank Blanke (* 9. Juli 1964 in Deutschland) ist ein ehemaliger  deutscher Eishockeytorwart, der unter anderem für den ECD Iserlohn und Mannheimer ERC in der Bundesliga aktiv war.

## Karriere
In der Saison 1980/81 stand Frank Blanke erstmals im Kader des damaligen Zweitligisten ECD Iserlohn, dem er auch nach dem Bundesliga-Aufstieg im Jahr 1982 erhalten blieb. Da er in der höchsten deutschen Spielklasse aber keine Einsatzzeiten erhielt, wechselte er im Sommer 1983 zum EHC Essen-West in die 2. Bundesliga. Im Dezember 1983 gaben ihn die Essener gemeinsam mit Andreas Becker und Michael Becker im Tausch gegen Norbert Scholz an die ESG Kassel ab.
Nach kurzen Gastspielen beim Bundesligisten Mannheimer ERC und beim EHC Unna in der Oberliga kehrte Blanke zur Saison 1986/87 zum ECD Iserlohn zurück. Dort war er die Nummer 2 hinter Čestmír Fous. Als sich der Stammtorwart verletzte, kam Blanke zu drei Bundesliga-Einsätzen. Insgesamt stand er 131 Minuten lang zwischen den Pfosten des ECD und kassierte in dieser Zeit elf Gegentore, feierte aber auch einen Sieg.
Nach einem Jahr beim EC Braunlage in der Oberliga spielte Franke von 1988 bis 1990 für den ERC Westfalen Dortmund und den ECD Sauerland in der 2. Bundesliga, bevor er 1990 zum Oberligisten EHC Unna zurückkehrte. Ab 1993 stand er dann noch fünf Jahre lang in verschiedenen Ligen für den ASV Hamm zwischen den Pfosten, ehe er seine Karriere beendete.

## Erfolge und Auszeichnungen
- 1990 Meister der 2. Bundesliga Nord mit dem ECD Sauerland